# Chotýčany
Chotýčany (en allemand : Schmiedgraben) est une commune du district de České Budějovice, dans la région de Bohême-du-Sud, en Tchéquie. Sa population s'élevait à 258 habitants en 2023.

## Géographie
Chotýčany se trouve à 7 km à l'est-nord-est de Hluboká nad Vltavou, à 11 km au nord-nord-est de České Budějovice et à 113 km au sud de Prague.
La commune est limitée par Vitín au nord, par Lišov à l'est et au sud, et par Hosín à l'ouest.

## Histoire
La première mention écrite du village date de 1378.

## Transports
Par la route, Chotýčany se trouve à 12 km de České Budějovice et à 139 km de Prague.